# Maserno
Maserno è una frazione del comune di Montese, in provincia di Modena. Il paese viene chiamato Macernum in un diploma che Federico Barbarossa spedì ai Monaci di San Pietro di Modena nel 1159. La chiesa, dedicata a San Giovanni Battista, venne edificata nel 1152 e presenta uno stile neoclassico. 
La frazione ha dato i natali ai genitori del politico statunitense John A. Betti, sottosegretario alla difesa per acquisizione, tecnologia e logistica e direttore dell'armamento nazionale durante la presidenza di George H. W. Bush.